# Ritter-von-Traitteur-Mittelschule
Die Ritter-von-Traitteur-Mittelschule in Forchheim ist eine allgemeinbildende Schule der Sekundarstufe I, die zum Qualifizierenden Hauptschulabschluss bzw. zum Mittleren Schulabschluss (Mittlere Reife) führt.

## Namensgeber
Die Schule ist nach Karlheinz Ritter von Traitteur benannt, der von 1961 bis 1990 Oberbürgermeister der Stadt Forchheim war. Das Logo der Schule ist das Familienwappen des Namensgebers.

## Geschichte
Der erste Teil des Schulgebäudes wurde 1927 nach Entwürfen der Nürnberger Architekten Lehr und Leuberth erbaut. Erst im Jahr 1951 wurde der zweite Teil des Schulhauses hinzugefügt.
Die Zentral-Volksschule Forchheim vereinigte die Schüler der katholischen und der evangelischen Knabenvolksschule unter einem Dach. Die Schüler wurden jedoch weiterhin getrennt nach katholischer und evangelischer Konfession unterrichtet. Diese Trennung wurde auch in den Pausen durch getrennte Pausenhöfe aufrechterhalten.
Als eine der ersten Schulen in Bayern wurde die Ritter-von-Traitteur-Schule ab dem Schuljahr 2000/2001 kontinuierlich zu einer Ganztagsschule ausgebaut.
Im Jahr 2002 wurde die Zentral-Volksschule Forchheim zu Ehren des langjährigen Oberbürgermeisters der Stadt Forchheim in Ritter-von-Traitteur-Volksschule umbenannt. Irmgard Edle von Traitteur, die Ehefrau des im Jahre 2000 verstorbenen Namensgebers, unterstützt die Schule seither nicht nur durch die Traitteur-Stiftung, sondern auch durch nachhaltiges persönliches Engagement.
Im Schuljahr 2010/11 erfüllte die Schule als eine der ersten bayerischen Schulen die Kriterien einer Mittelschule und bildet seither mit drei weiteren Schulen den Mittelschulverbund Forchheim-Eggolsheim-Heroldsbach.

## Schulprofil
An der Ritter-von-Traitteur-Mittelschule können Schüler die Halbtagsschule, die offene Ganztagsschule oder die gebundene Ganztagsschule besuchen. Die Regelklassen führen zum Hauptschulabschluss oder zum qualifizierenden Hauptschulabschluss, die M-Klassen führen zum Mittleren Schulabschluss.
Die vertiefte Berufsorientierung ist ein Schwerpunkt der pädagogischen Arbeit. Durch Maßnahmen wie Betriebserkundungen, Betriebspraktika, Projekte oder Wochenseminare werden die Schüler bei ihrer Berufswahl unterstützt und intensiv auf das Berufsleben vorbereitet. Dabei arbeitet die Schule mit einem Netzwerk von Partnerbetrieben aus der Region zusammen. Jährlich wird zusammen mit den Partnerbetrieben eine Ausbildungsplatzmesse an der Schule veranstaltet. In zahlreichen Arbeitsgemeinschaften, wie z. B. Tanz, Schulband, Klettern, Schwimmen, Basketball, Theater oder Spanisch, können sich die Schüler gemäß ihren persönlichen Neigungen engagieren. Das Schulcafé wird von einer Schülerfirma betrieben. Hierbei können die Schüler Einblicke in betriebswirtschaftliche Abläufe gewinnen und sich so auf den Einstieg in das Berufsleben vorbereiten.
Beim Tutorensystem „Schüler helfen Schülern“ unterstützen ältere Schüler die jüngeren bei den Hausaufgaben oder bei der Vorbereitung auf Proben. Bei Problemen schulischer oder privater Art werden die Schüler von einer Jugendsozialarbeiterin unterstützt.

## Bekannte ehemalige Schüler
- Eduard Nöth (* 1949), Politiker, ehem. Landtagsabgeordneter
- Franz Streit, ehem. Bürgermeister der Stadt Forchheim[7]
- Franz Stumpf (1950–2019), ehem. Oberbürgermeister der Stadt Forchheim